# Georg Friedrich von Killinger
Georg Friedrich Killinger, seit 1747 Freiherr von Killinger, (* 10. April 1702 in Oettingen in Bayern; † 3. Juni 1766 in Eschenau (Obersulm)) war Oberkriegskommissar und Kammerjunker in herzoglich-württembergischen Diensten.

## Leben

### Herkunft und Familie
Georg Friedrich von Killinger wurde als Sohn des Ludwig Killinger (1659–1728) geboren. Dieser war der Ahnherr der späteren freiherrlichen Linien des Familienstammes und mit Elisabeth Jacker (1658–1702) verheiratet. Die Ehe brachte elf Kinder. In einer weiteren Ehe mit Maria Susanna Stahl (1669–1752) wurden zwei Kinder geboren. Die Herkunft der Killinger-Familie wird in den Quellen unterschiedlich beurteilt.
Er heiratete am 17. November 1732 in Külsheim Anna Elisabetha Sophia Muck (* 1708 in Ostfriesland; † 1780), die  mit der Opernsängerin Marianne Pirker befreundet war und diese öfter in ihr Schloss zu kleinen Konzerten in privaten Zirkeln einlud.

### Beruf
Georg Friedrich trat in die Fußstapfen seines  älteren Bruders Johann Melchior und kam in das Kriegskommissariat in Nürnberg. 1727 wurde er Stadt- und Landpfänder der Reichsstadt Nürnberg und  als Kastner Amtsverweser der Ämter Altheim und Windsheim Nachfolgers seines Bruders.
Mit Dekret des Markgrafen Karl vom 30. Mai 1730 wurde er zum Marschkommissar ernannt.
1739 erhielt er das Prädikat als brandenburg-ansbachischer Kammerrat und wurde im selben Jahr Obermarschkommissar in Külsheim. Markgraf Karl ernannte ihn in Würdigung seiner Verdienste am  8. November 1749  zum Geheimen Kriegsrat. Im Jahr darauf wurde er herzoglich-württembergischer Kammerjunker.

### Auszeichnungen
- Erhebung in den Reichsadelsstand durch Kaiser Franz I. am  7. Dezember 1747.[5]

### Kirchenneubau in Eschenau
1755 errichtete Georg Friedrich an der Stelle der alten Kapelle die neue Kirche, die Wendelinskirche. Johann Melchior ihm dies vorgegeben und aus seinem Nachlass 2000 Gulden beigesteuert. Die neue Kirche erhielt die  Gemeinde als Geschenk.

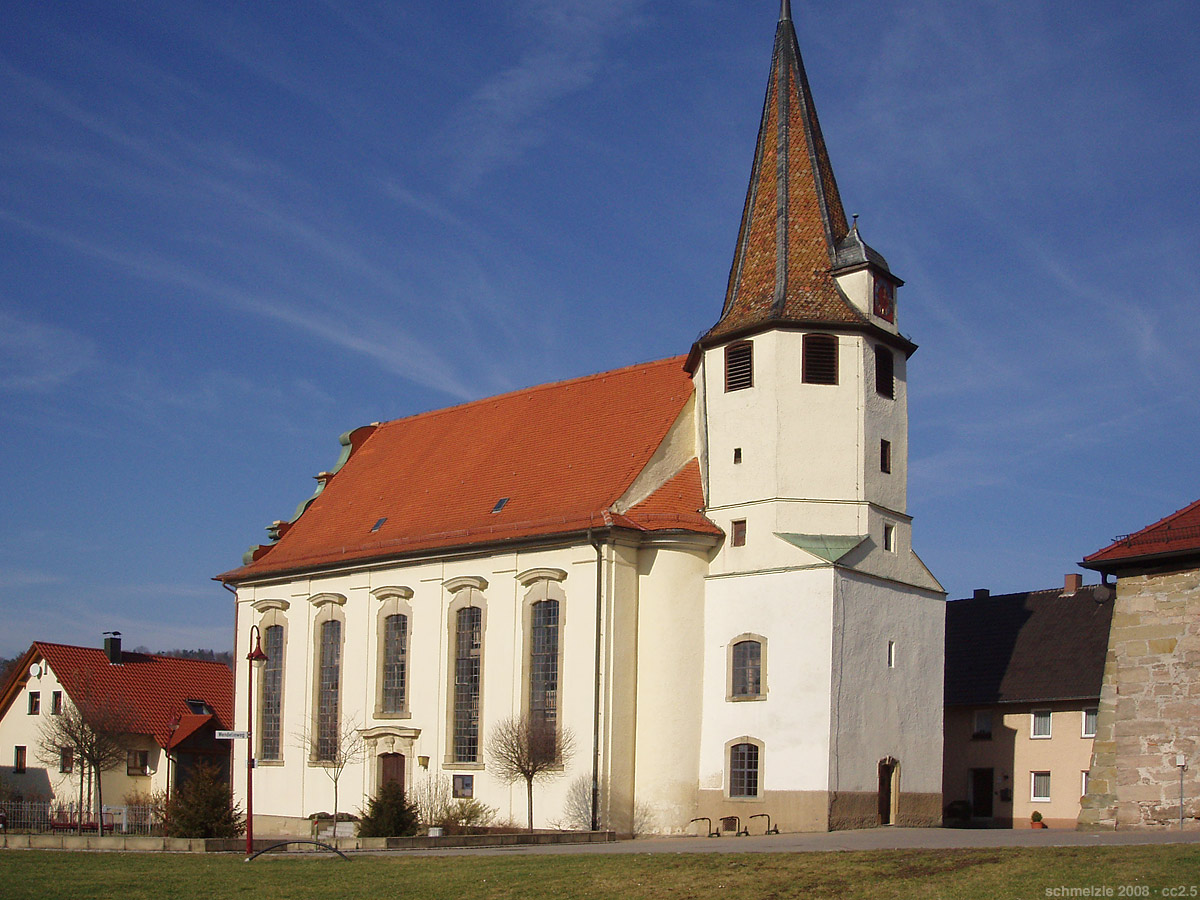
Wendelinskirche in Eschenau, Begräbnisstätte Killingers

In seinem Testament vom 20. Januar 1766 regelte Georg Friedrich die Nachfolge in das Fideikomiß Eschenau. Es ging nach seinem Tode an seinen Neffen Johann Melchior, der 1747 ebenfalls in den Adelstand erhoben worden war.